# Discografia degli Starship
La discografia degli Starship, gruppo musicale rock statunitense attivi dal 1984, si compone di quattro album in studio e sei raccolte, oltre a quindici singoli.

## Album

### Album in studio
| Anno | Titolo                                                                              | Classifiche | Classifiche | Classifiche | Classifiche | Classifiche | Classifiche | Classifiche | Classifiche | Classifiche | Certificazioni                |
| Anno | Titolo                                                                              | CAN         | GER         | NED         | NZ          | NOR         | SWE         | SWI         | UK          | US          | Certificazioni                |
| ---- | ----------------------------------------------------------------------------------- | ----------- | ----------- | ----------- | ----------- | ----------- | ----------- | ----------- | ----------- | ----------- | ----------------------------- |
| 1985 | Knee Deep in the Hoopla - Pubblicazione: 10 settembre 1985 - Etichetta: Grunt/RCA   | 15          | 45          | 65          | 43          | —           | 22          | 29          | —           | 7           | - CAN: Platino - USA: Platino |
| 1987 | No Protection - Pubblicazione: 27 luglio 1987 - Etichetta: Grunt/RCA                | 12          | 20          | 64          | —           | 6           | 7           | 11          | 26          | 12          | - CAN: Oro - USA: Oro         |
| 1989 | Love Among the Cannibals - Pubblicazione: 15 agosto 1989 - Etichetta: RCA           | 80          | —           | —           | —           | —           | 26          | —           | —           | 64          |                               |
| 2013 | Loveless Fascination - Pubblicazione: 17 settembre 2013 - Etichetta: Loud and Proud | —           | —           | —           | —           | —           | —           | —           | —           | —           |                               |

### Raccolte
| Anno | Titolo |
| ---- | --- |
| 1991 | Greatest Hits (Ten Years and Change 1979–1991) - Pubblicazione: maggio 1991 - Etichetta: RCA                                     |
| 1993 | The Best of Starship - Pubblicazione: aprile 1993 - Etichetta: RCA/BMG                                                           |
| 2003 | Forever Gold - Pubblicazione: gennaio 2003 - Etichetta: Delta/Brilliant                                                          |
| 2004 | Platinum and Gold Collection - Pubblicazione: luglio 2004 - Etichetta: RCA/BMG                                                   |
| 2012 | Playlist: The Very Best of Starship - Pubblicazione: novembre 2012 - Etichetta: RCA                                              |
| 2019 | Starship Enterprise: The Best of Jefferson Starship and Starship - Pubblicazione: febbraio 2019 - Etichetta: Rhino Entertainment |

## Singoli
| Anno | Titolo                                                    | Classifiche | Classifiche | Classifiche | Classifiche | Classifiche | Classifiche | Classifiche | Classifiche | Classifiche | Classifiche | Certificazioni                      | Album di provenienza                           |
| Anno | Titolo                                                    | CAN         | AUT         | BEL         | GER         | IRE         | NED         | NZ          | SWI         | UK          | US          | Certificazioni                      | Album di provenienza                           |
| ---- | --------------------------------------------------------- | ----------- | ----------- | ----------- | ----------- | ----------- | ----------- | ----------- | ----------- | ----------- | ----------- | ----------------------------------- | ---------------------------------------------- |
| 1985 | We Built This City                                        | 1           | 21          | 17          | 10          | 9           | 21          | 11          | 8           | 12          | 1           | - CAN: Oro - UK: Platino - USA: Oro | Knee Deep in the Hoopla                        |
| 1985 | Sara                                                      | 1           | 15          | 21          | 15          | 19          | 43          | 16          | 9           | 66          | 1           |                                     | Knee Deep in the Hoopla                        |
| 1986 | Tomorrow Doesn't Matter Tonight                           | —           | —           | —           | —           | —           | —           | —           | —           | —           | 26          |                                     | Knee Deep in the Hoopla                        |
| 1986 | Before I Go                                               | 72          | —           | —           | —           | —           | —           | —           | —           | —           | 68          |                                     | Knee Deep in the Hoopla                        |
| 1987 | Nothing's Gonna Stop Us Now/ Layin' It On the Line (live) | 1           | 3           | 5           | 3           | 1           | 8           | 21          | 4           | 1           | 1           | - CAN: Oro - UK: Oro - USA: Oro     | No Protection                                  |
| 1987 | It's Not Over ('Til It's Over)                            | 23          | —           | 33          | 57          | —           | 90          | —           | —           | —           | 9           |                                     | No Protection                                  |
| 1987 | Beat Patrol                                               | —           | —           | —           | —           | —           | —           | —           | —           | —           | 46          |                                     | No Protection                                  |
| 1988 | Set the Night to Music                                    | 92          | —           | —           | —           | —           | —           | —           | —           | —           | —           |                                     | No Protection                                  |
| 1988 | Wild Again                                                | —           | —           | —           | —           | —           | —           | —           | —           | —           | 73          |                                     | Love Among the Cannibals                       |
| 1989 | It's Not Enough                                           | 19          | —           | —           | —           | —           | —           | —           | —           | —           | 12          |                                     | Love Among the Cannibals                       |
| 1989 | I Didn't Mean to Stay All Night                           | —           | —           | —           | —           | —           | —           | —           | —           | —           | 75          |                                     | Love Among the Cannibals                       |
| 1991 | Good Heart                                                | —           | —           | —           | —           | —           | —           | —           | —           | —           | 81          |                                     | Greatest Hits (Ten Years and Change 1979-1991) |
| 2007 | Get Out Again                                             | —           | —           | —           | —           | —           | —           | —           | —           | —           | —           |                                     | /                                              |
| 2013 | It's Not the Same as Love                                 | —           | —           | —           | —           | —           | —           | —           | —           | —           | —           |                                     | Loveless Fascination                           |
| 2016 | My Woman                                                  | —           | —           | —           | —           | —           | —           | —           | —           | —           | —           |                                     | /                                              |

## Altre apparizioni
| Anno | Opera                                          | Titolo                                           | Info                                                     |
| ---- | ---------------------------------------------- | ------------------------------------------------ | -------------------------------------------------------- |
| 1986 | Youngblood                                     | "Cut You Down to Size"                           | colonna sonora                                           |
| 1987 | Mannequin                                      | "Nothing's Gonna Stop Us Now"                    | colonna sonora                                           |
| 1988 | Cocktail                                       | "Wild Again"                                     | colonna sonora                                           |
| 1989 | Gross Anatomy                                  | "I'll Be There"                                  | colonna sonora                                           |
| 1991 | Greatest Hits (Ten Years and Change 1979–1991) | "Don't Lose Any Sleep" and "Good Heart"          | brani inediti                                            |
| 1999 | The Best of Grace Slick                        | "Do You Remember Me?"                            | sessioni di Knee Deep in the Hoopla                      |
| 1999 | Knee Deep in the Hoopla ristampa               | "Casualty"                                       | sessioni di Knee Deep in the Hoopla                      |
| 2012 | Playlist: The Very Best of Starship            | "Keys to the City" e "Karma (Everything You Do)" | Greatest Hits scarti e un brano inedito, rispettivamente |

## Video

### Video musicali
| Anno | Video                             | Regista       |
| ---- | --------------------------------- | ------------- |
| 1985 | "We Built This City"              | Francis Delia |
| 1985 | "Sara"                            | Francis Delia |
| 1986 | "Tomorrow Doesn't Matter Tonight" | Jerry Kramer  |
| 1987 | "Nothing's Gonna Stop Us Now"     |               |
| 1987 | "It's Not Over ('Til It's Over)"  | Jim Yukich    |
| 1987 | "Beat Patrol"                     | Jim Yukich    |
| 1989 | "It's Not Enough"                 |               |
| 1989 | "I Didn't Mean to Stay All Night" |               |